# العلاقات الليبية الليسوتوية
العلاقات الليبية الليسوتوية هي العلاقات الثنائية التي تجمع بين ليبيا وليسوتو.

## مقارنة بين البلدين
هذه مقارنة عامة ومرجعية للدولتين:
| وجه المقارنة                                              | ليبيا                                       | ليسوتو                      |
| --------------------------------------------------------- | ------------------------------------------- | --------------------------- |
| المساحة (كم2)                                             | 1.76 مليون                                  | 32.96 ألف                   |
| عدد السكان (نسمة)                                         | 6.37 مليون                                  | 2.23 مليون                  |
| الكثافة السكانية (ن./كم²)                                 | 3.62                                        | 67.66                       |
| العاصمة                                                   | طرابلس                                      | ماسيرو                      |
| اللغة الرسمية                                             | اللغة العربية، اللغة العربية الفصحى الحديثة | لغة إنجليزية، اللغة السوتية |
| العملة                                                    | دينار ليبي                                  | لوتي ليسوتو                 |
| الناتج المحلي الإجمالي (بليون دولار)                      | 50.98 مليار                                 | 2.64 مليار                  |
| الناتج المحلي الإجمالي (تعادل القوة الشرائية) بليون دولار | 69.32 مليار                                 | 6.30 مليار                  |
| الناتج المحلي الإجمالي الاسمي للفرد دولار أمريكي          |                                             | 1.07 ألف                    |
| الناتج المحلي الإجمالي للفرد دولار أمريكي                 | 15.60 ألف                                   | 2.64 ألف                    |
| مؤشر التنمية البشرية                                      | 0.724                                       | 0.497                       |
| رمز المكالمات الدولي                                      | +218                                        | +266                        |
| رمز الإنترنت                                              | .ly                                         | .ls                         |
| المنطقة الزمنية                                           | ت ع م+02:00، توقيت شرق أوروبا               | ت ع م+02:00                 |

## منظمات دولية مشتركة
يشترك البلدان في عضوية مجموعة من المنظمات الدولية، منها:
| علم المنظمة | اسم المنظمة                        | تاريخ انضمام ليبيا | تاريخ انضمام ليسوتو |
| ----------- | ---------------------------------- | ------------------ | ------------------- |
|             | البنك الإفريقي للتنمية             | ?                  | ?                   |
|             | البنك الدولي للإنشاء والتعمير      | 17 سبتمبر 1958     | 25 يوليو 1968       |
|             | منظمة حظر الأسلحة الكيميائية       | ?                  | ?                   |
|             | الأمم المتحدة                      | 14 ديسمبر 1955     | 17 أكتوبر 1966      |
|             | الاتحاد الأفريقي                   | ?                  | ?                   |
|             | وكالة ضمان الاستثمار متعدد الأطراف | 5 أبريل 1993       | 12 أبريل 1988       |
|             | منظمة الشرطة الجنائية الدولية      | ?                  | ?                   |
|             | مؤسسة التنمية الدولية              | 1 أغسطس 1961       | 19 سبتمبر 1968      |
|             | يونسكو                             | 27 يونيو 1953      | 29 سبتمبر 1967      |
|             | مؤسسة التمويل الدولية              | 18 سبتمبر 1958     | 29 سبتمبر 1972      |
|             | الاتحاد البريدي العالمي            | ?                  | ?                   |
|             | الاتحاد الدولي للاتصالات           | 3 فبراير 1953      | 26 مايو 1967        |

## وصلات خارجية
- موقع وزارة الخارجية الليبية
- موقع وزارة الخارجية الليسوتوية